# Окрема президентська бригада
Окрема президентська бригада імені гетьмана Богдана Хмельницького (ОПБр, в/ч A0222) — військова частина у складі Сухопутних військ Збройні сили України. Підпорядкована командуванню Сухопутних військ. Має в своєму складі Батальйон почесної варти та Оркестр почесної варти, які виконують церемоніальні функції та супроводжують урочисті заходи найвищого рівня.
З початку широкомасштабного вторгнення Росії у 2022 році Президентський полк розширився до бригади. Підрозділи Окремої президентської бригади залучені до Сил оборони Києва, а також воюють на різних напрямках на сході: Харків, Бахмут, Авдіївка, Вугледар.
Бригада носить почесну назву на честь 1-го українського козацького полку імені гетьмана Богдана Хмельницького полку часів Перших визвольних змагань.

## Історія
Початково сформований, як 1-й полк НГУ (в/ч 4101) в м. Києві в складі 1-ї (Київської) дивізії національної гвардії (в/ч 2210), наказом Командування НГУ від 2 січня 1992 р. на базі 290-го окремого мотострілецького Новоросійського Червонопрапорного полку оперативного призначення імені Ленінського Комсомолу Внутрішніх військ МВС СРСР (в/ч 3217).
У 1995 р. управління 1-го полку НГУ було перетворено в управління 24-ї окремої бригади НГУ. До складу бригади увійшли наступні частини:
- 1-й окремий батальйон НГУ (в/ч 1411) в м. Житомирі, сформований наказом КНГУ від 2 січня 1992 р. на базі частини 75-го окремого конвойного батальйону Внутрішніх військ МВС СРСР. Друга частина батальйону утворила 7-й окремий батальйон Внутрішніх військ МВС України (в/ч 3047). В 1995 р. батальйон був переведений з м. Житомира в с. Висока Піч, розмістившись на території військового містечка колишнього ракетного полку 50-ї ракетної дивізії Ракетних військ стратегічного призначення. Наказом КНГУ від 10 червня 1998 р. частина була перейменована в 1-й окремий батальйон спеціального призначення НГУ, більш знаний як «Чорна пантера»;
- 2-й окремий батальйон НГУ (в/ч 2212) в м. Києві, сформований в 1998 р. на базі лінійного батальйону 1-го полку НГУ; наказом КНГУ від 10 червня 1998 року він був перейменований у 2-й окремий батальйон спеціального призначення НГУ;
- 3-й окремий батальйон НГУ (в/ч 2213) в с. Старе Київської обл., сформований в 1998 р. на базі роти охорони навчального центру 24-ї бригади НГУ, який раніше належав колишньому Київському вищому загальновійськовому командному двічі Червонопрапорному училищу ім. М. В. Фрунзе; наказом КНГУ від 10 червня 1998 року він був перейменований у 3-й окремий батальйон спеціального призначення НГУ;
- 17-й окремий батальйон спеціального призначення НГУ (в/ч 2215) в с. Нові Петрівці Київської обл., більш знаний як «Біла пантера», сформований в 1992 році на базі навчальної роти спеціального призначення 290-го окремого мотострілецького полку оперативного призначення Внутрішніх військ МВС СРСР як батальйон спеціального призначення 1-го полку НГУ; в 1995 році він був виділений зі складу полку, переформований в бригаду, в окремий батальйон спеціального призначення;
- 27-й окремий батальйон спеціального призначення НГУ (в/ч 2208) в м. Києві, створений в 1998 р., волею командувача НГУ генерал-лейтенанта Олександра Чаповського буквально за одну ніч з дивізіону вогневої підтримки 24-ї бригади НГУ був сформований останнім у складі 24-ї бригади НГУ.

Наказом КНГУ від 24 грудня 1998 року 24-та окрема бригада НГУ була перейменована на 24-ту окрему бригаду спеціального призначення НГУ.
Указом Президента України від 30 жовтня 1999 року, за заслуги особового складу в забезпеченні громадського порядку в столиці України, 24-й окремій бригаді спеціального призначення НГУ було присвоєно почесне найменування «Київська».
Указом Президента України від 17 грудня 1999 року 24-та окрема Київська бригада спеціального призначення НГУ була передана до складу Збройних Сил України. Законом України від 11 січня 2000 р. НГУ була розформована.
У 1999 р. управління 24-ї окремої Київської бригади спеціального призначення НГУ було перетворено в управління Окремого Новоросійсько-Київського ордена Червоного Прапора полку спеціального призначення Президента України (в/ч А-0222). Призначено в 1999 р. розташувати в/ч А-0222 на території колишнього Київського вищого танкового інженерного училища, яке було переформовано в 1992 році. 2-й і 17-й окремі батальйони спеціального призначення НГУ стали лінійними батальйонами спеціального призначення цього формування, а 3-й окремий батальйон спеціального призначення НГУ був обернений на їх доукомплектування. 27-й окремий батальйон спеціального призначення НГУ був переданий до складу Внутрішніх військ МВС України та став лінійним батальйоном 10-го спеціального моторизованого полку Внутрішніх військ МВС України.
Військовослужбовці полку в квітні 2013 року брали участь у ліквідації наслідків аварії на Бортницькій станції аерації під Києвом.

### Російсько-українська війна
Полк воював у Дебальцевому, Щасті, Попасній, Савур-Могилі, Станиці Луганській, Маріуполі, Широкиному та ін.
Від 2015 року Указом Президента України № 646/2015 ліквідовано радянські нагороди та змінено найменування полку на Окремий Київський полк Президента України.
Станом на 2017 рік, 240 військовослужбовців полку, брали участь у бойових діях у війні на сході України.
Після втрати боєприпасів у Калинівському арсеналі 2017 року, серед інших, брав участь в охороні об'єкту і Президентський полк.
15 грудня 2017 року Президент України присвоїв полку почесну назву імені гетьмана Богдана Хмельницького та вручив полку бойове знамено. Встановлене повне найменування Окремий президентський полк імені гетьмана Богдана Хмельницького відновило українську військову традицію — називати військові формування за іменами видатних козацьких гетьманів, полковників та отаманів. Дата церемонії була приурочена до Ультиматуму Раднаркому, який був фактичним оголошенням Радянською Росією війни Українській Народній Республіці.

### Повномасштабне російське вторгнення 2022 року
Після початку російського вторгнення Головнокомандувач ЗСУ Залужний направив частину військовослужбовців полку, разом з іншими українськими підрозділами, до аеропорту Жуляни. За словами Кривоноса, це було зроблено, щоб аеропорт не повторив долю Гостомеля.
На початок березня 2022 року на базі полку почав формуватися батальйон «Берлінго» з окремої роти.
На початку 2022 року 2-й механізований батальйон воював на Харківщині, у Дергачах, Циркунах, Питомнику.
16 грудня 2022 року командир взводу Андрій Дячук збив із переносного зенітно-ракетного комплексу «Stinger» дві російські крилаті ракети, які летіли в бік Києва.
У 2023 році 2-й механізований батальйон воював у Нью-Йорку і за Авдіївку, тримаючи оборону на Авдіївському «Коксохімі».
На початку березня 2023 року українські частини, зокрема і 2-й механізований батальйон бригади, відбили штурм російських військ під Авдіївкою, знищивши 8 одиниць бронетехніки та взяли полонених. А також контратакували ворожі позиції на цьому напрямку.
У лютому 2023 року група «Привид» бригади зайшла під Бахмут.
На початку липня 2023 командувач Сухопутних військ Олександр Сирський відзначив якісну роботу групи «Привид» зі складу бригади на Бахмутському напрямку. Зокрема, снайпер цього підрозділу із позивним «Альфа» знищив ворога із відстані 1200 метрів.
У грудні 2023 року батальйон бригади воював у Авдіївці.
На вересень 2024 року група «Привиди Бахмуту» працювала на Покровському напрямку. За даними групи, на попередньому Бахмутському вони знищили 867 цілей.
У вересні 2024 року 2-й механізований батальйон воював у Вовчанську. На той час 4-й механізований батальйон бригади третій місяць воював поблизу села Макіївка на Луганщині.
У жовтні 2024 року 3-й механізований батальйон та 20-й окремий батальйон спеціальних операцій воювали під Вугледаром.
5 травня 2025 року бригада відзначена почесною відзнакою «За мужність та відвагу».

## Структура

### 2020
Президентський полк входив до складу Сухопутних військ. Налічував на 2017 рік близько 1 500 військовослужбовців.
- управління (в тому числі штаб)
- батальйон почесної варти
- 1-й спеціальний батальйон[a]:
- 2-й спеціальний батальйон[b]:
- польовий вузол зв'язку
- рота спеціального призначення
- взвод забезпечення полку[31]
- оркестр почесної варти

### 2024
- Штаб[32]
  - Клуб[33]
- 2-й механізований батальйон[16]
- 3-й механізований батальйон[34]
  - ударний підрозділ «Булава»[35][27]
- 4-й механізований батальйон[26]
- 20-й окремий батальйон спеціального призначення[36][37]
- 21-й окремий батальйон спеціального призначення[38]
- 22-й окремий батальйон спеціального призначення[39]
- 23-й окремий батальйон спеціального призначення[40][41]
- група снайперів «Привиди Бахмуту»[24][42][43]
- 1-й самохідний артилерійський дивізіон[44]
- зенітний ракетно-артилерійський дивізіон[45]
- підрозділи розвідувальних та ударних БпАК[46]
- підрозділ РЕБ[47]
- підрозділ розвідки[48]
- підрозділи логістики та забезпечення[49]
- Інженерно-саперна рота[50]
- Підрозділ підримки[51]
  - Підрозділ РХБЗ[52]
- Розвідувальна рота[53]
- Медична рота[54]
- батальйон почесної варти
- оркестр почесної варти

В лютому-березні 2022 бригаді підпорядковувася 210 спеціальний окремий батальйон «Берлінго». Він формувався після початку повномасштабної війни і складався лише з мобілізованих, а з квітня батальйон було відокремлено в самостійну частину (А4122), що знаходиться у прямому підпорядкуванні командувачу сухопутних військ.

## Традиції

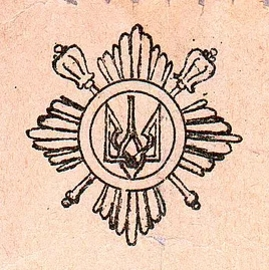
«Сердюцька зоря» — кокарда Сердюцької дивізії, 1918

Історична традиція підрозділу сягає 1-ї, 2-ї та 3-ї кінної Сердюцьких дивізій УНР, які були сформовані з українізованих військових частин колишньої Російської імператорської армії та складалися з полків, які мали назви за іменами видатних козацьких гетьманів, полковників та отаманів, і відіграли ключову роль у придушенні Жовтневого більшовицького заколоту в Києві, який проходив майже одночасно з Жовтневим переворотом у Петрограді, а власне нові з'єднання підполковника Ю. Капкана та генерала О. Греківа зірвали плани більшовиків удруге захопити владу в Києві. Уранці 30 листопада (12 грудня) 1917 р. вони роззброїли збільшовичені частини київського гарнізону й робітничі загони «червоної гвардії» заводу «Арсенал» та інших підприємств — усього майже 7 тис. осіб, які збиралися підняти повстання проти Центральної Ради. Вояків-росіян залізничними ешелонами під охороною відправлено до Росії, а українців демобілізовано й розпущено по домівках. Тоді ж збільшовичені частини було роззброєно ще в 10 містах України. Водночас 1-й український корпус генерала П. Скоропадського, узявши під свій контроль залізниці Жмеринка — Козятин і Шепетівка — Вапнярка — Козятин, успішно зупинив просування на Київ розагітованих солдатів 2-го гвардійського корпусу під командуванням Євгенії Бош. При цьому вояків-росіян так само під конвоєм висилали до Росії.
Також це й пізніша спроба відродження Сердюцького формування за Гетьманату Павла Скоропадського за взірцем організації Російської імператорської гвардії.

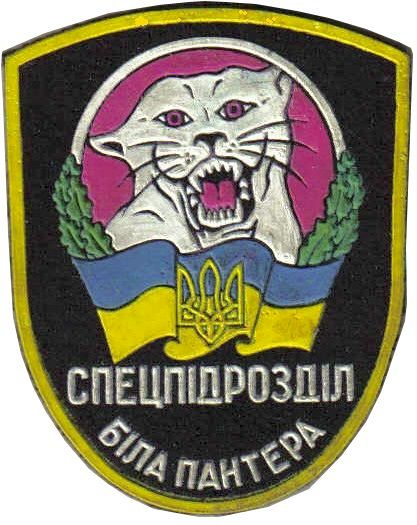
Нарукавний знак «Біла пантера» НГУ (1998 р.) стала 1-м батальйоном Президентського полку
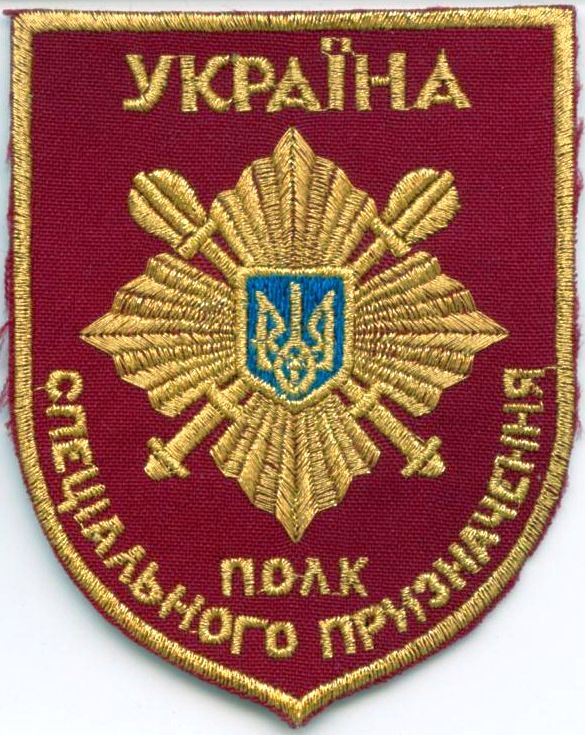
Перший нарукавний знак в історії ОППУ з символом «Зоря» (1999—2001 рр.)
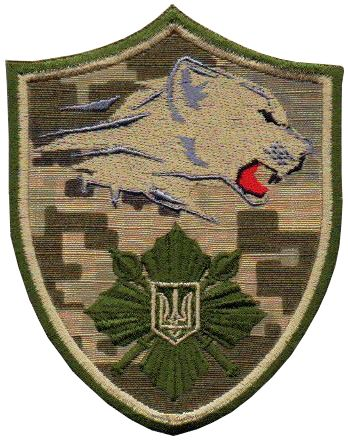
Нарукавний знак "Біла пантера" з символом «Зоря» (2018 р.) вручається кращим солдатам 1-го батальйону ОППУ

### Функції
На Батальйон почесної варти та Оркестр почесної варти Президентської бригади покладено церемоніальні функції лейбгвардії — забезпечення урочистих заходів за участю голови держави та міністра оборони. На час особливого періоду частина має виконувати завдання з охорони та оборони ряду особливо важливих об'єктів, у тому числі — Офісу Президента України.

### Нагороди та відзнаки
2016 року полк було запропоновано перейменувати на полк «Січових Стрільців».
5 травня 2025 року окрема президентська бригада імені гетьмана Богдана Хмельницького Сухопутних військ Збройних Сил України указом Президента України Володимира Зеленського відзначена почесною відзнакою «За мужність та відвагу».

### Символіка та однострій

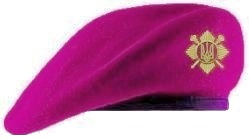
Берет Полку Президента України (з 2016 р.)

Церемонійний історичний однострій для батальйону почесної варти заплановано наблизити до однострою сердюцьких дивізій періоду Перших визвольних змагань, які своєю чергою були названі так в пам'ять про чотири сердюцькі полки гетьмана Івана Мазепи, які хоробро обороняли і майже всі загинули при облозі у 1708 році російськими військами Батурина. За концепцією нового однострою, який був затверджений наказом № 606 у 2017 році на заміну наказу № 503 датованого 1995 роком, берети полку мають стати пурпуровими (колір «Малина» за внутрішнім класифікатором).
За основу символіки підрозділу взято Сердюцьку кокарду — «Зорю».
Від 2016 року «Зоря» була затверджена, як беретний знак. У 2013—2016 роках на парадних беретах використовувався загальновійськовий беретний знак «Тризуб», а до того полк дотримувався правил носіння форми затверджених у 1995 році.
Частиною однострою полку є берет малинового кольору, на відміну від полинового, як у більшості частин Збройних сил України.
З 2016 року на польовій уніформі військовослужбовців розміщені особливі знаки розрізнення:
- гаптована, камуфляжна нарукавна нашивка (наліпка) із зображенням знаку Президентського полку «Зоря» (правий рукав);
- гаптована, камуфляжна нарукавна нашивка (наліпка) із зображенням загальновійськового знаку Сухопутних військ «Тризуб» (лівий рукав);
- гаптована, камуфляжна нагрудна нашивка (наліпка) з текстом «Окремий полк Президента України» (зліва).

У парадному строю та у звільненнях солдати мають мундири з малиновими погонами. В будні весь особовий склад, включаючи командира полку й військовослужбовців жіночої і чоловічої статі, мають єдиний формений одяг — польовий камуфляж з малиновим беретом або кашкетом польової форми одягу Сухопутних військ.

### Гасла
Підрозділи Президентської бригади мають власні гасла:
- 1-й спеціальний механізований батальйон: «Бути кращими серед кращих».
- 2-й спеціальний механізований батальйон: «У бою — слава, вдома — повага».
- Батальйон почесної варти: «Де згода, там перемога» (лат. Ubi concordia ibi victoria).
- Рота спеціального призначення: «Мужність, честь, відвага»[71]
- 22-й окремий батальйон спеціального призначення: «Сильні, бо вільні».
- Група снайперів "Привиди Бахмуту": "Сила, честь, відвага".

### День Президентської бригади
14 березня 2022 року.

## Командування
- 2000—2002: полковник Діденко Віктор[72][73]
- 2002—2004: полковник Роговський Микола
- 2005—2008: полковник Плахута Ігор Вікторович[74]
- 2008—2012: полковник Плахтій Віктор[75][76]
- 2013—2018: полковник Клявлін Сергій[77][78]
- на 04.2018: полковник Бакулін Олександр Олександрович[79][недоступне посилання]
- на 07.2018: т.в.о. полковник Гора Павло Юрійович[80]
- на 2024: полковник Філіпов Костянтин Анатолійович[81]

## Озброєння
- Артилерія: 2С3 «Акація» (2023)[82]
- ЗРК: Gepard (2024)[83]
- Дрони: «Дикі шершні» (2023)[84]
- БТР: FV432[85]

## Шеф
Президентський полк згідно із загальновійськовою реформою від лютого 2016 року перейшов під шефство органу місцевої влади — адміністрації Шевченківського району міста Києва.

## Цікаві факти
- Щороку в Президентській бригаді складають військову присягу медики, як фахівці медичного забезпечення військ.[88]
- Футбольна команда Президентського полку здобула Кубок героїв АТО з футболу 16 жовтня 2017 р.[89]
- У м. Торонто (Канада) військовослужбовець полку Василь Пашкевич виборов перше місце (золоту медаль) у змаганнях із пауерліфтингу на спортивних змаганнях «Ігри нескорених» у 2017 р.[90]

### Новини
- Динамо» зіграє з ФК «Президентський полк». fcdynamo.kiev.ua. FC Dynamo Kyiv. 10.11.2017. Архів оригіналу за 01.01.2018.
- Який він, полк Президента?. Архів оригіналу за 25.12.2017.
- Окремий Новоросійсько-Київський полк Президента України. Архів оригіналу за 12.11.2014.
- Військові частини Сухопутних військ за родами військ. Архів оригіналу за 17.09.2015.
- Військовослужбовці строкової служби Окремого полку Президента України стали призерами чемпіонату України з кікбоксингу. Архів оригіналу за 25.12.2017.
- Бійці окремого полку Президента України вдосконалюють бойову майстерність на польовому виході. Архів оригіналу за 25.12.2017.
- Особливий Президентський полк: красені-військові з випусків новин. ForUm. 07.12.2012. Архів оригіналу за 28.12.2017.
- В Президентському полку пройшли одноденні збори з особовим складом позаштатних мобільних груп психологічної підтримки. Архів оригіналу за 25.12.2017.
- Творчий колектив оркестру Почесної варти Київського окремого полку Президента України привітав захисників неба з їх професійним святом. Архів оригіналу за 25.12.2017.

### Відео
- afustratcom (2024.12.18). Хто тримає Авдіївку?. youtube.
- Почетный караул на YouTube
- Привид Бахмута // ТРК Рада, 27.03.2025